# プロフェソール宮崎FC
プロフェソール宮崎FC（プロフェソールみやざきエフシー、Profesor Miyazaki）は、かつて存在した日本のサッカークラブ。宮崎教員団のサッカー部として1970年に創部し、宮崎県を本拠地としていた。

## 略歴
前身となる宮崎教員団は、合計で5年間九州サッカーリーグに所属した経歴を持つ。1999年に日本プロサッカーリーグ（Jリーグ）入りを目指してクラブ組織に移行、国富町を本拠としてプロフェソール宮崎FCを名称とした。「プロフェソール」はスペイン語で教員を意味する。
2001年、九州リーグで優勝。全国社会人サッカー選手権大会で3位、全国地域リーグ決勝大会で準優勝。2002年、日本フットボールリーグ（JFL）に昇格したが成績不振が続き、9月に柏田清光が監督を退任し、橋満士郎が選手兼任で監督に就任したが最下位となり、九州リーグに自動降格。第82回天皇杯全日本サッカー選手権大会の1回戦で天皇杯初勝利。
2003年、チーム名を「太陽とみどりの国 宮崎」のイメージからサン宮崎FCに改称して宮崎市に本拠を移転。一方で選手やスタッフなど19名が2003年2月に退団した。第83回天皇杯全日本サッカー選手権大会は1回戦で桃山学院大学に敗れた。
2005年、九州リーグで最下位となり宮崎県サッカーリーグに自動降格。2007年、エストレーラ宮崎（Estrela Miyazaki）に名称変更。「エストレーラ」はポルトガル語で星を意味する。宮崎県1部リーグで優勝、九州各県リーグ決勝大会で1回戦敗退。
2010年3月をもって解散、クラブの宮崎県リーグ参加権利は宮崎産業経営大学FCに引き継がれた。

## チーム名変遷
- 1999年 - 2002年 プロフェソール宮崎FC
- 2003年 - 2006年 サン宮崎FC
- 2007年 - 2010年 エストレーラ宮崎

## 戦績

### 宮崎教員団
| 年度 | 所属   | 順位 | 勝点 | 試合 | 勝 | 分 | 敗 | 得点 | 失点 | 差  |
| ---- | ------ | ---- | ---- | ---- | -- | -- | -- | ---- | ---- | --- |
| 1979 | 九州   | 4位  | 8    | 7    | 3  | 2  | 2  | 13   | 11   | +2  |
| 1980 | 九州   | 7位  | 5    | 7    | 2  | 1  | 4  | 13   | 17   | -4  |
| 198x | 宮崎県 | -    | -    | -    | -  | -  | -  | -    | -    | -   |
| 1990 | 九州   | 7位  | 8    | 9    | 2  | 2  | 5  | 14   | 30   | -16 |
| 1991 | 九州   | 10位 | 13   | 20   | 4  | 1  | 15 | 27   | 71   | -44 |
| 1992 | 九州   | 10位 | 12   | 18   | 3  | 3  | 12 | 22   | 79   | -57 |

### プロフェソール宮崎FC,他
| 年度 | 所属      | 順位 | 勝点 | 試合 | 勝 | PK勝 | 分 | PK敗 | 敗 | 得点 | 失点 | 得失 |
| ---- | --------- | ---- | ---- | ---- | -- | ---- | -- | ---- | -- | ---- | ---- | ---- |
| 1999 | 宮崎県2部 | 優勝 |      |      |    |      |    |      |    |      |      |      |
| 2000 | 宮崎県1部 | 優勝 |      |      |    |      |    |      |    |      |      |      |
| 2001 | 九州      | 優勝 | 44   | 18   | 14 | 0    | -  | 2    | 2  | 58   | 17   | +41  |
| 2002 | JFL       | 18位 | 11   | 17   | 2  | -    | 5  | -    | 10 | 20   | 40   | -20  |
| 2003 | 九州      | 7位  | 29   | 22   | 8  | 2    | -  | 1    | 11 | 63   | 62   | +1   |
| 2004 | 九州      | 8位  | 13   | 18   | 3  | 1    | -  | 2    | 12 | 33   | 65   | -32  |
| 2005 | 九州      | 10位 | 3    | 18   | 0  | 1    | -  | 1    | 16 | 16   | 80   | -64  |
| 2006 | 宮崎県1部 | 5位  | 8    | 7    | 2  | -    | 2  | -    | 3  | 15   | 13   | +2   |
| 2007 | 宮崎県1部 | 優勝 | 24   | 8    | 8  | -    | 0  | -    | 0  | 52   | 8    | +44  |
| 2008 | 宮崎県1部 | 4位  | 11   | 8    | 3  | -    | 2  | -    | 3  | 17   | 14   | +3   |
| 2009 | 宮崎県1部 | 2位  | 17   | 8    | 5  | -    | 2  | -    | 1  | 28   | 17   | +11  |

- ( )はPK戦

## タイトル

### リーグ戦
- 九州サッカーリーグ：1回
  - 2001年

### カップ戦
- 全国地域サッカーチャンピオンズリーグ
  - 準優勝：1回 (2001年)

## ユニフォーム

### チームカラー
- 赤
- 黒
- ゴールド
  - プロフェソール宮崎FC時代は青、サン宮崎FC時代はオレンジ。

### ユニフォームスポンサー
- 大成住宅
- J-フォンショップ宮崎北
- ヨシモト食肉産業

## 歴代所属選手
| - 植田元輝 2001-2002 - 大石玲 2000-2003 - 庄司孝 2002-2004 - 白川伸也 2001-2003 - 笛真人 2001-2002 - 前田隆 2002-2003 | - 増田功作 2005 - 松永一慶 2001-2002 - 南光太 2001-2002 - 山下一弥 2001-2002 - 湯田哲生 2001-2002 |